# Мостцы
Мостцы — село в Камешковском районе Владимирской области России, входит в состав Второвского муниципального образования.

## География
Село расположено в 11 км на восток от центра поселения села Второво, в 14 км на юго-запад от райцентра Камешково и в 4 км от ж/д платформы Новая Жизнь на линии Владимир — Ковров.

## История
В патриарших окладных книгах под 1628 годом значится «церковь чудотв. Николы в селе Мосцах, в поместье вдовы Анны Ильиничны Туровой и стряпчего Дмитрия Ивановича Заболоцкого…». В писцовых книгах письма и меры князя Григория Шеховского 1645—1646 годов у этой церкви записаны «двор попов, двор дьячков, в приходе 52 двора…». В 1702 году Мостцы значатся «в вотчине вдовы стольника Ивана Волынского жены его Анны Михайловой дочери». В этом году здесь построена была новая церковь и освящена во имя Казанской иконы Пресвятой Богородицы  с приделом во имя Николая Чудотворца. В 1721 году Казанская церковь сгорела, а в 1723 году построена была вместо неё новая деревянная церковь, которая по просьбе местного священника освящена была игуменом Боголюбова монастыря Авраамием во имя Введения во храм Пресвятой Богородицы, придел же по-прежнему посвящён Николаю Чудотворцу. Вероятно, эта церковь и сохранилась до 1808 года, когда с разрешения епископа Владимирского Ксенофонта начата была постройкою существующая в Мостцах каменная церковь. Постройка окончена и церковь освящена в 1813 году; одновременно с церковью выстроена каменная колокольня. Престолов в церкви три: в холодной — во имя Введения во храм Пресвятой Богородицы, в приделах тёплых — во имя святого великомученика Димитрия Солунского и Казанской иконы Божией Матери.
В конце XIX — начале XX века село входило в состав Лаптевской волости Владимирского уезда.
В годы Советской власти и вплоть до 2005 года село входило в состав Волковойновского сельсовета (с 1998 года — сельского округа).

## Население
| 1859 | 1905 | 1926 |
| ---- | ---- | ---- |
| 222  | 320  | 321  |

| 1859 | 1905 | 1926 | 2002 | 2010 | 2021 |
| ---- | ---- | ---- | ---- | ---- | ---- |
| 222  | ↗320 | ↗321 | ↘22  | →22  | ↗35  |

## Достопримечательности
В селе находится недействующая церковь Введения во храм Пресвятой Богородицы (1808—1862). С 1933 по дату ареста 20 октября 1937 года священником Введенского храма служил иерей Иоанн Розанов, в 2000 году причисленный к лику святых новомучеников и исповедников Церкви Русской.